# 卡爾塔雷
53°03′00″N 60°40′00″E / 53.05°N 60.6667°E
卡爾塔雷（俄语：Карталы́ ́）是俄羅斯車里雅賓斯克州南部的一個城市，距車里雅賓斯克西南260公里。2002年時人口為29,908人。
卡爾塔雷於1810年建立，1944年4月17日正式設市。